# Raión de Jorol
El raión de Jorol (en ucraniano: Хорольський район) fue un raión o distrito de Ucrania en el óblast de Poltava. En la reforma territorial de 2020, su territorio fue incluido en el raión de Lubný.
Comprendía una superficie de 1062 km².
La capital era la ciudad de Jorol.

## Demografía
Según estimación 2010 contaba con una población total de 38200 habitantes.

## Otros datos
El código KOATUU es 5324800000. El código postal 37800 y el prefijo telefónico +380 5362.